# Xanthopyreniaceae
Die Xanthopyreniaceae sind eine Familie der Schlauchpilze, die alleine die Ordnung Collemopsidiales bilden.

## Merkmale
Die Collemopsidiales sind flechtenbildende oder flechtenbewohnende Arten mit Cyanobakterien (sowohl fädige als auch kokkoide Arten) als Photobiont. Sie sind epilithisch (auf Steinen lebend), endolithisch (in Steinen lebend), krustenbildend oder auf anderen Flechten wohnend (lichenicol). Alle Arten bilden als Fruchtkörper Perithecien (die bei manchen marinen Arten aber apothecienähnlich sein können), sind uniloculär (einkammerig), mit oder ohne einem unterschiedlichen Involucrellum (verhärtete, schwärzliche Hülle des Flechtenperitheciums). Das Excipulum ist kohlenartig bis durchscheinend, proso- bis pseudoplektenchymatisch. Die Hyphen sind verzweigt und anastomosierend, die Physen sind netzartig und unterschiedlich dick, die Fruchtschicht färbt sich nicht mit Iod.
Die Schläuche sind bitunikat, fissitunikat (das heißt, der Schlauch fährt teleskopartig aus), mit einer augenförmigen Kammer, eiförmig bis annähernd zylindrisch, meist gestielt. Sie färben sich nicht mit Jod. Die Sporen sind durchscheinend, selten bräunlich im reifen Zustand, einfach septiert, länglich, ei- bis spindelförmig. Eine äußere gallertartige Schicht der Sporen (Perispore) ist meist vorhanden. In der Nebenfruchtform bilden sie Pyknidien, die konidienbildenden Zellen sind mehr oder weniger zylindrisch, die Konidien werden phialidisch gebildet. Sie selber sind stäbchenförmig bis ellipsoid und besitzen keine sekundären Substanzen.
Die Collemopsidiales unterscheiden sich von den ebenfalls flechtenbildenden Strigulales in ihren netzartigen Physen und Photobionten und von den Monoblastiales in ihren netzartigen, unterschiedlich dicken Physen, ihren Excipulumstruktur und im Photobionten.

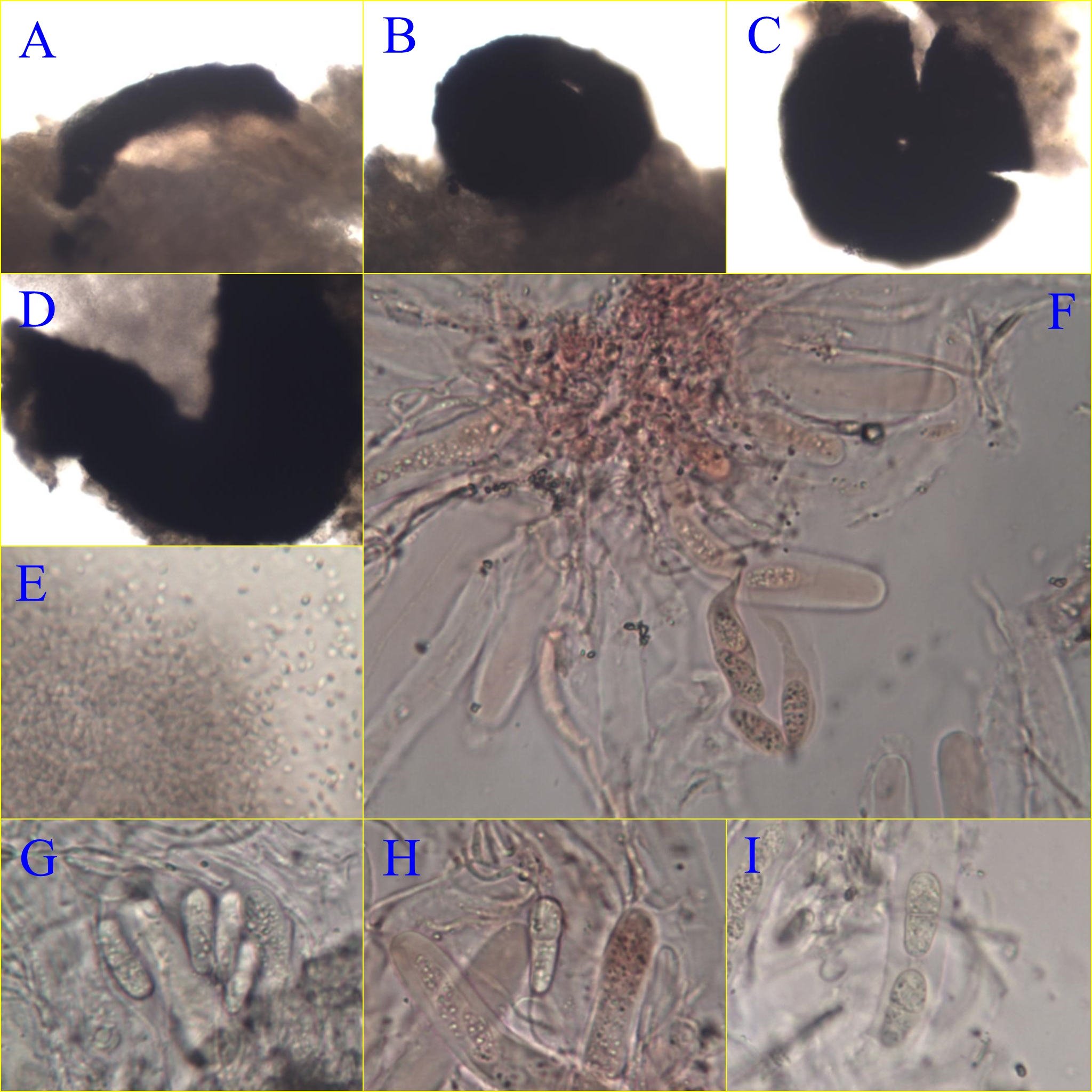
A) Seitenansicht des Involucrellums; B) Perithecium C) Ansicht des Peritheciums von oben D) Pycnidium; E) Konidienhaufen; F) Asci und Sporen; G-I) Sporen.

## Lebensweise
Die bekannten Arten der Collemopsidiales leben in sehr verschiedenen Habitaten. Arten der Gattungen Didymellopsis und Zwackhiomyces sind terrestrische Flechtenbewohner (lichenicol), wobei letzter parasitisch oder kommensalistisch vom Photobionten der Flechte lebt, Didymellopsis-Arten hingegen leben auf den Flechten mit Cyanobakterien als Photobionten. Collemopsidium-Arten leben im Meer flechtenartig oder als Flechten mit Cyanobakterien als Photobionten. Die meisten Arten leben auf Steinen oder auch Seepocken im Uferbereich, eine Art (Collemopsidium cephalodiorum) lebt auf den Cephalodien von Flechten, eine andere (Collemopsidium pelvetiae) auf braunem Seetang.

## Systematik und Taxonomie
Die Xanthopyreniaceae wurden als Familie 1926 von Alexander Zahlbruckner beschrieben mit monotypischen Gattung Xanthopyrenia, allerdings wurde diese später zu Pyrenocollema kombiniert, die flechtenbildenden Arten wurden dann aber von Ryan und Grube 1982 Collemopsidium zugeteilt. Lange Zeit war die Familie von unsicherer Stellung innerhalb der Dothideomycetes oder wurde auch zu den Pyrenulales gestellt, bis 2016 die Ordnung Collemopsidiales mit der einzigen Familie Xanthopyreniaceae von Sergio Pérez-Ortega, Isaac Garrido-Benavent und Martin Grube aufgestellt wurde mit den Trypetheliales und den Monoblastiales als Schwesterordnungen. Die Gattung Collemopsidium gilt noch als paraphyletisch. Die Typusgattung ist Collemopsidium.
Zurzeit (Stand Mai 2018) zählen nur folgende drei Gattungen zur Familie und Ordnung:
- Collemopsidium
- Didymellopsis
- Zwackhiomyces